# Ty Davis
Ty Davis   (Bakersfield, 1969) és un empresari i antic pilot de motociclisme fora d'asfalt nord-americà. Pilot versàtil, va guanyar campionats de diverses modalitats, des del motocròs a l'enduro i les curses de desert. Dins el seu palmarès hi destaquen un campionat AMA de supercross, dos d'enduro i tres de Hare and Hound, a més de cinc victòries a la Baja 1000 (quatre de les quals, consecutives). Davis va ser incorporat a l'AMA Motorcycle Hall of Fame el 2012.

## Biografia
Nascut a Bakersfield i criat a Hesperia, Davis va començar a conduir motocicletes amb el seu pare a edat primerenca. Cap als dotze anys va debutar en competició en curses de desert, però el seu pare el va fer canviar al motocròs, ja que considerava el desert massa perillós per a algú de la seva edat. Aviat, Ty Davis va esdevenir un dels millors pilots regionals de motocròs. El 1987, a divuit anys, va guanyar el Campionat Golden State Pro de 250cc i el 1988, la TransCal en dues cilindrades: 125 i 250cc. El 1990 va obtenir el seu títol més destacat en aquesta modalitat en guanyar el Campionat AMA de supercross de la Regió Oest de 125cc, on va tenir de rival la futura estrella del supercross Jeremy McGrath.
El 1991, ascendit a la classe de 250cc, Davis es va trobar desplaçat i va protagonitzar una temporada molt fluixa. Acabat el campionat, va acceptar una sucosa oferta d'ATK per a disputar els "White Brothers Four-Stroke Nationals" (un campionat de l'època per a motocicletes de quatre temps) i, en la seva temporada de debut, en va guanyar els títols de 500 i 600cc. Aquell any va guanyar també l'anomenat Campionat del món de motocròs de quatre temps, una cursa anual que se celebrava aleshores al circuit de Glen Helen, ben a prop d'Hesperia. Al novembre va competir a la Baja 500 i va estar a punt de guanyar-la, tot i que finalment va perdre per només 17 segons a causa d'un error de l'equip de mecànics.
Després d'una temporada en blanc per les lesions el 1992, Davis va fitxar per Kawasaki el 1993 i va iniciar una etapa d'èxits en què va formar part de l'equip guanyador de la Baja 1000 quatre vegades consecutives (de 1993 a 1996) i va guanyar el primer Campionat AMA d'enduro per a la marca japonesa (1995). Ty Davis va tornar a guanyar aquest campionat el 1999, aquest cop amb Yamaha (marca que també obtingué així el seu primer títol en aquesta modalitat). Durant aquells anys, Davis guanyà nombroses curses de desert i va obtenir tres campionats AMA de Hare and Hound (1997, 1998 i 2002). Des d'aleshores ha seguit competint esporàdicament, especialment en curses com ara la Baja 1000, la qual va tornar a guanyar el 2017.
El 2001, mentre encara competia amb èxit, Ty Davis va fundar l'empresa Zip-Ty Racing Products per a desenvolupar i vendre peces especialitzades per a motocicletes de competició de fora d'asfalt.

## Palmarès

### Títols per any
| Any  | Equip     | Campionat               | Classe       |
| ---- | --------- | ----------------------- | ------------ |
| 1987 | Honda     | CMC Golden State        | 250cc        |
| 1988 | Suzuki    | CMC Trans-Cal           | 125cc        |
| 1988 | Suzuki    | CMC Trans-Cal           | 250cc        |
|      |           |                         |              |
| 1990 | Honda     | AMA Supercross          | 125cc (West) |
| 1991 | ATK       | White Brothers 4T       | 500cc        |
| 1991 | ATK       | White Brothers 4T       | 600cc        |
| 1991 | ATK       | Campionat del món de 4T | -            |
|      |           |                         |              |
| 1995 | Kawasaki  | AMA Enduro              | -            |
|      |           |                         |              |
| 1997 | Kawasaki? | AMA Hare and Hound      | -            |
| 1998 | Kawasaki? | AMA Hare and Hound      | -            |
| 1999 | Yamaha    | AMA Enduro              | -            |
|      |           |                         |              |
| 2002 | Yamaha?   | AMA Hare and Hound      | -            |

### Resum
- 1 Campionat del món de motocròs de 4T
- 1 Campionat AMA de supercross 125cc
- 2 Campionats CMC Trans-Cal (125 i 250cc)
- 1 Campionat CMC Golden State 250cc
- 2 Campionats White Brothers 4T (500 i 600cc)
- 3 Campionats AMA de Hare and Hound
- 2 Campionats AMA d'enduro

### Victòries a la Baja 1000
| Any  | Motocicleta |
| ---- | ----------- |
| 1993 | Kawasaki    |
| 1994 | Kawasaki    |
| 1995 | Kawasaki    |
| 1996 | Kawasaki    |
| 2017 | Honda       |